# Nisiros
Nisiros (gr. Νίσυρος, Nísyros) – grecka wyspa wulkaniczna na Morzu Egejskim. Stanowi część składową Dodekanezu, a znajduje się pomiędzy wyspami Kos i Tilos. Wyspa jest w przybliżeniu okrągłego kształtu, ma średnicę około 8 km i powierzchnię 41,6 km². W pobliżu Nisiros znajduje się kilka wysepek, z których największą jest Jali. W gestii władz lokalnych Nisiros znajduje się Jali (10 mieszkańców) oraz niezamieszkane: Pachia, Pergusa, Kandeliusa, Ajos Andonios i Strongili. Wszystkie razem zajmują powierzchnię 50,055 km², a całkowita liczba mieszkańców wynosi 948.
Nisiros jest wyspą górzystą; pośrodku niej znajduje się krater czynnego wulkanu. Wybrzeża są przeważnie skaliste, ale jest też kilka piaszczystych plaż (głównie po stronie północnej).
Leży w administracji zdecentralizowanej Wyspy Egejskie, w regionie Wyspy Egejskie Południowe, w jednostce regionalnej Kos, w gminie Nisiros. 
Wulkan jest obecnie słabo aktywny (nie wybucha), a w jego kraterze znajdują się fumarole. Ostatnią znaczniejszą aktywność – w postaci wybuchu pary – przejawił w roku 1888, po niewielkich erupcjach w latach 1871 i 1873; trzęsienia ziemi są częstym zjawiskiem. Okres szczególnej aktywności w latach 1996-1997 sprowadził na wyspę międzynarodowy zespół naukowców, których badania sponsorowała Unia Europejska. Aktywny sejsmicznie kompleks obejmuje dno morskie pomiędzy Nisiros a Kos, wysepkę Jali, a także część wyspy Kos.
Według mitologii greckiej wyspa powstała w chwili, gdy Posejdon oderwał fragment Kos i rzucił w jednego z gigantów, by uniemożliwić mu ucieczkę. W starożytności Nisiros nosiła nazwę Porphyris. Starożytne mury, datowane na V wiek p.n.e. – fragment wyspowej acropolis, odkryto w pobliżu Mandraki. W czasach Herodota wyspa stanowiła – wraz z Kos, Halikarnasem i Kalyndają – małe państwo wasalne podległe zwierzchnictwu perskiemu, a podporządkowane bezpośrednio władzy królowej Artemizji. Wyspa była miejscem zaopatrzenia okolicznej ludności w kamienie młyńskie wykorzystywane w najstarszych młynach wodnych, co odnotowuje w swych epigramatach Antypater z Tessalonik w I wieku p.n.e..
Jedynym miastem i portem wyspy jest Mandraki (682 mieszkańców). Inne zamieszkane miejsca to wioski Pali (167), Nikia (48) i Emborios (25). Zgodnie ze spisem powszechnym z roku 2001, wszystkich mieszkańców społeczności jest 948 (w tym 10 na Jali), natomiast latem wyspę odwiedza wielu turystów i mieszkających gdzie indziej Nisirian, którzy przyjeżdżają tu na wakacje. Turystyka nie jest tak rozwinięta jak na innych wyspach. Połowy macicy perłowej i zbiory pumeksu na Jali stanowią główne źródła dochodów wyspiarzy. W przeszłości, dzięki uprawom na sztucznie zbudowanych tarasach, wyspa była samowystarczalna pod względem żywnościowym. Obecnie jednak uprawy zajmują znacznie mniejszą powierzchnię.
Na wyspę można dotrzeć statkiem z Pireusu i Kos, a w lecie jest wiele dziennych połączeń z wioską Kardamena na Kos. W użyciu jest również lokalny heliport.
Na wschód od Pali znajdują się siarkowe źródła, które w latach 20. XX wieku były znane na całym świecie.
Tradycyjnym napojem Nisros jest sumada, bezalkoholowy napój o smaku migdałowym.
Patronem wyspy jest święty Nikita. Ponadto na wyspie znajdują się cztery monastery greckiego kościoła prawosławnego, w których w czasach dzisiejszych mnisi nie zamieszkują, aczkolwiek w czasie najważniejszych świąt odprawia się tu nabożeństwa. Największym klasztorem jest Panajia Spiliani (Błogosławiona Panna Maria z Jaskini) w Mandraki. Został zbudowany pod murami zamku joannitów, którzy zajęli wyspę w roku 1315.